# 池亜佐美
池 亜佐美（いけ あさみ）は、日本の映像作家、アニメーター。
主に、NHKの音楽番組「みんなのうた」などのアニメーションを制作している。

## 作品一覧

### みんなのうた
- ◆は5分間1曲枠の楽曲。
- うどんパン / 榊いずみ（2019年12月・2020年1月放送）